# ایمی پیتز
ایمی پیتز (انگلیسی: Amy Pietz؛ زادهٔ ۶ مارس ۱۹۶۹) یک هنرپیشه اهل ایالات متحده آمریکا است. وی از سال ۱۹۹۲ میلادی تاکنون مشغول فعالیت بوده‌است.

## گزیدهٔ آثار

### سینما
- شما (۲۰۰۹)
- پرام

### تلویزیون
- دو مرد و نصفی (۲۰۱۴)
- دکستر (۲۰۱۳)
- منتالیست (۲۰۱۳)
- درمانگاه خصوصی (۲۰۱۱)
- کدبانوهای وامانده (۲۰۱۰)
- جراحی پلاستیک (۲۰۱۰)
- زیاد ذوق‌زده نشو (۲۰۰۹)
- استخوان‌ها (۲۰۰۹)
- مهره سوخته (۲۰۰۸)
- نمایش درو کری (۲۰۰۳)
- قانون و نظم: واحد قربانیان ویژه (۲۰۰۵)
- سی‌اس‌آی (۲۰۰۳)
- پیشتازان فضا: نسل بعدی (۱۹۹۴)